# Pierre-Auger-Observatorium
Das Pierre-Auger-Observatorium ist ein internationales physikalisches Großexperiment zur Untersuchung der kosmischen Strahlung bei höchsten Energien.

## Geschichte, Experiment und Aufbau
Das Observatorium wurde 1992 von dem Physiknobelpreisträger Jim Cronin und Alan Andrew Watson entworfen und nach dem französischen Physiker Pierre Auger, der 1938 die ausgedehnten Luftschauer entdeckte, benannt.
Das zu beobachtende Strahlungsfenster liegt im Energiebereich von 1017 eV bis 1020 eV (Elektronenvolt). Die Strahlung besteht hauptsächlich aus Protonen, selten auch schwereren Atomkernen, die beim Auftreffen auf die Erdatmosphäre eine Vielzahl (mehr als 106) anderer Teilchen erzeugen. Diese Kaskade von Teilchen wird als Luftschauer bezeichnet. Da bei Energien über ca. 1014 eV kosmische Strahlung nicht mehr direkt mit Satelliten- oder Ballonexperimenten beobachtbar ist, beobachtet das Pierre-Auger-Observatorium diese Schauer und somit die kosmische Strahlung nur indirekt.
Das Pierre-Auger-Observatorium wurde in der Pampa Amarilla in der Nähe der argentinischen Kleinstadt Malargüe gebaut und im November 2008 in Anwesenheit von Jim Cronin offiziell eingeweiht. Die Versuchsanlage besteht hauptsächlich aus zwei unabhängigen Detektorsystemen, dem Oberflächendetektor (SD, nach engl. Surface Detector) und dem Fluoreszenzdetektor (FD). Später wurden in einem Teil des Detektorfelds zusätzlich Radioantennen (RD) und Myon-Detektoren (MD) aufgebaut, um für niedrigere Energien die Messgenauigkeit zu erhöhen. Derzeit findet unter dem Namen AugerPrime ein Upgrade des Observatoriums statt, das aus mehreren Verbesserungen besteht, vor allem einer Erhöhung der Messgenauigkeit der Oberflächendetektoren.

## Der Oberflächendetektor (SD)

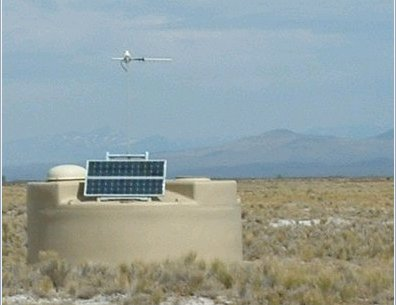
Tscherenkow-Tank der Süd-Station in der Pampa Amarilla

Der Oberflächendetektor besteht aus 1660 Stationen, die in einem Dreiecksmuster mit je 1500 m Abstand auf einer Fläche von etwa 3000 km² auf einer Hochebene ca. 1400 m über Meereshöhe aufgestellt sind. Jede einzelne Station besteht aus einem mit 12 m³ hochreinem Wasser gefüllten Tank, in welchem einfallende Teilchen Tscherenkow-Strahlung erzeugen. Diese wird von drei Photomultipliern im Tankdeckel registriert. Ein Luftschauer erzeugt ein Signal in mehreren Tanks. Aus Stärke und Zeitpunkt der Einzelsignale kann dann auf Energie und Richtung des Primärteilchens geschlossen werden.
Im Rahmen des AugerPrime Upgrades wird über den Oberflächendetektoren jeweils ein Plastik-Szintillationsdetektor installiert. Die kombinierte Messung mit den Wasser-Tscherenkow-Detektoren ermöglicht es, den Anteil von Elektronen und Myonen im Luftschauer zu messen und daraus die Masse des Primärteilchens der kosmischen Strahlung abzuschätzen.

## Der Fluoreszenzdetektor (FD)
Der Fluoreszenzdetektor besteht aus 27 Teleskopen, die von vier Standorten aus das Feld des Oberflächendetektors überblicken. Mit dem Fluoreszenzdetektor wird durch den Schauer in der Atmosphäre erzeugtes Fluoreszenzlicht registriert. So kann die Entwicklung des Schauers ergründet werden und unabhängig vom Oberflächendetektor auf Eigenschaften des Primärteilchens geschlossen werden.
Das erzeugte Fluoreszenzlicht ist sehr schwach, weshalb der Fluoreszenzdetektor nur während mondloser Nächte betrieben werden kann, die ca. 13 % der Betriebszeit ausmachen. Diese geringe Betriebsdauer wird jedoch durch eine gegenüber dem Oberflächendetektor deutlich höhere Genauigkeit ausgeglichen.

## Der Radiodetektor (RD)

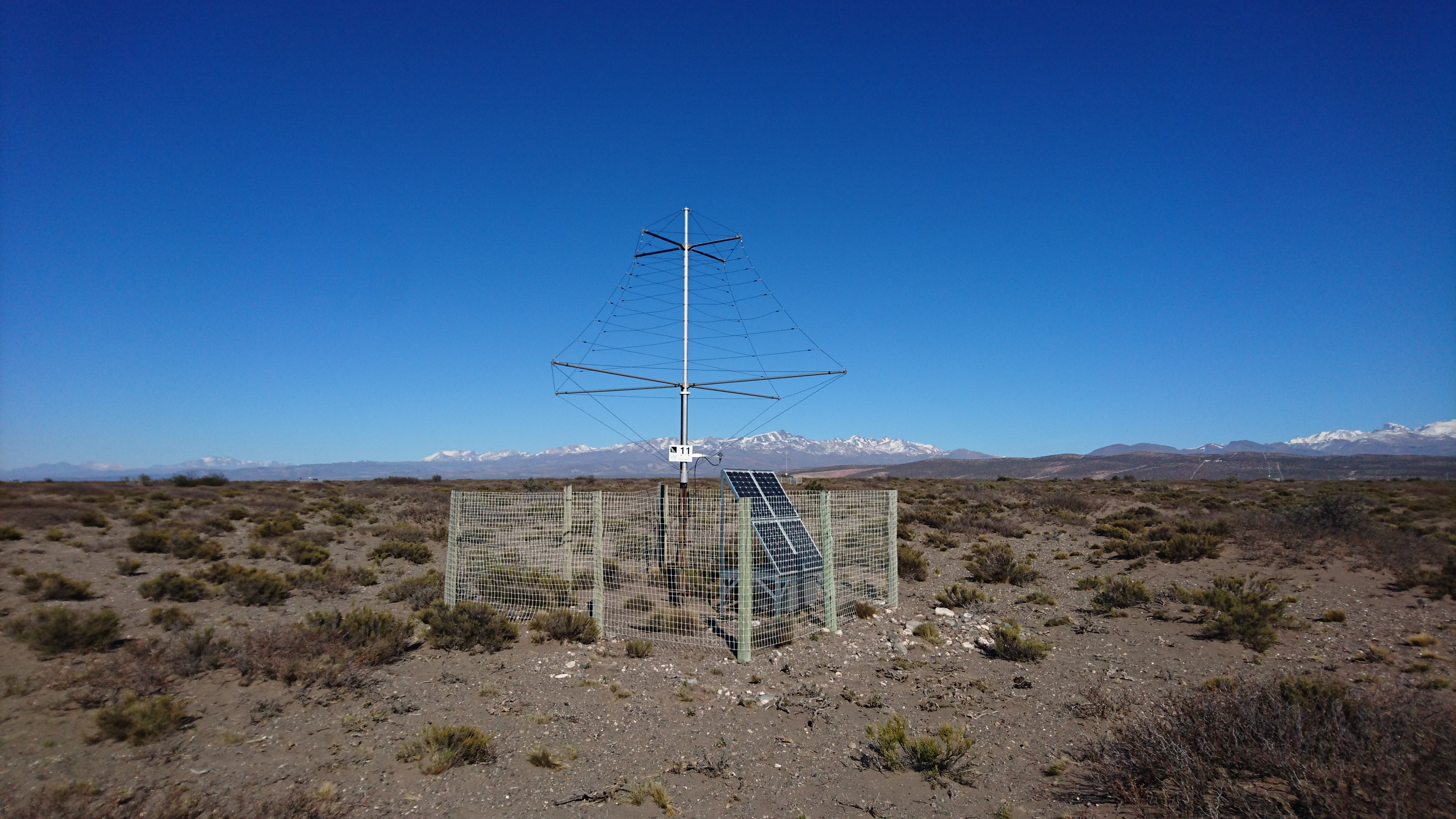
LPDA-Antenne des Auger Engineering Radio Array mit Solarzelle zur Versorgung der zugehörigen Elektronik

Der Radiodetektor, das Auger Engineering Radio Array (AERA), besteht aus über 150 Antennenstationen auf einer Fläche von 17 km². Für die Stationen kommen hauptsächlich zwei Antennentypen zum Einsatz: Log Periodic Dipole Antenna (LPDA) und Active Bow Tie Antenna (Butterfly). Jede Station besitzt zwei Antennen, um das elektronische Feld anteilig in der Ost-West und Nord-Süd-Polarisation zu messen. Beide Antennentypen messen zwischen 30 und 80 MHz. Während zunächst die technische Machbarkeit der Radiotechnik im Vordergrund stand, liegt der Fokus inzwischen auf einer Erhöhung der Messgenauigkeit für Luftschauer durch gemeinsame Auswertung mit den anderen Detektoren.
Als Teil des AugerPrime Upgrades soll bei jedem Oberflächendetektor zusätzlich eine Radioantenne vom Typ SALLA installiert werden, deren Vorgängermodell bereits am Tunka-Experiment erfolgreich eingesetzt wurde. Diese Antennen werden die Messgenauigkeit für stark geneigte Luftschauer erhöhen.

## Der Myondetektor (MD)
Der Myondetektor besteht aus vergrabenen Szintillations-Teilchendetektoren. Bisher wurden bei sieben SD-Detektoren zusätzliche Myondetektoren installiert, die die Genauigkeit für die Zusammensetzung der kosmischen Strahlung erhöhen sollen. In den nächsten Jahren sollen über 20 km² des Oberflächendetektors mit Myondetektoren ausgerüstet werden, und zwar genau dort, wo sich auch die Radioantennen befinden. Denn an dieser Stelle ist der Oberflächendetektor auf 750 m Abstand verdichtet, was eine geringere Energieschwelle von unter 1 EeV (Exaelektronenvolt) ermöglicht.
Die Pierre-Auger-Kollaboration hat beschlossen, 1 % der Daten öffentlich verfügbar zu machen. Auf einer Webseite, die täglich aktualisiert wird, können die seit 2004 gesammelten Ereignisse angezeigt werden.

## Erste Ergebnisse
Die ersten Beobachtungen der hochenergetischen kosmischen Strahlung oberhalb 5.6e19 eV zeigten ein gehäuftes Auftreten aus der Richtung der Zentren von aktiven galaktischen Kernen. Es ist jedoch noch nicht geklärt, inwieweit aktive galaktische Kerne tatsächlich die Quellen dieser Strahlung sind, da ihre räumliche Verteilung auch mit der Verteilung anderer möglicher Quellen korreliert ist. Inzwischen wurde eine signifikante Anisotropie der kosmischen Strahlung oberhalb von 8e18 eV beobachtet. Dies bestätigt die Annahme, dass die höchstenergetische kosmische Strahlung ihren Ursprung nicht in unserer Galaxie, der Milchstraße, sondern in anderen Galaxien hat. Aus welcher Art von Galaxien die Strahlung stammt, ist aber noch nicht abschließend geklärt. Zukünftige Messungen mit dem durch AugerPrime verbesserten Observatorium sollen hierüber Aufschluss liefern.
Es ergeben sich auch neue Fragen; so wird ein erhöhtes Vorkommen von Myonen beobachtet, das nicht in die bisherigen Luftschauermodelle passt. Diese Beobachtung wird von Daten mehrerer weiterer Experimente bestätigt.
Seit Oktober 2021 steht ein Teil der Daten (10 Prozent), die auf der International Cosmic Ray Conference 2019 in Madison, USA, präsentiert wurden, öffentlich zugänglich zur Verfügung.

## Deutsche Mitglieder des Pierre-Auger-Observatoriums
- RWTH Aachen
- Max-Planck-Institut für Radioastronomie, Bonn
- Universität Hamburg
- Karlsruher Institut für Technologie
- Universität Siegen
- Bergische Universität Wuppertal